# Р7-Офис
Р7-Офис — российский кроссплатформенный пакет приложений для совместной работы с офисными документами. Входит в единый реестр российских программ для ЭВМ и баз данных. Доступен в облачной, локальной и мобильной версиях, поддерживает развертывание в частном облаке и ряд решений для совместной работы. В качестве основного формата используют OOXML.

## Состав программного обеспечения
В состав Р7-Офис входит сервер документов, сервер совместной работы, почтовый сервер, система корпоративных текстовых, телефонных и видеокоммуникаций, а также десктоп-приложение и облачная версия для редактирования документов.
Р7-Офис включает в себя:
- комплект онлайн- и оффлайн-редакторов текстовых документов, электронных таблиц, презентаций;
- систему хранения файлов;
- систему управления проектами;
- систему управления взаимоотношениями с клиентами (CRM);
- web-клиент и сервер электронной почты;
- календарь;
- адресную книгу;
- систему создания корпоративных сообществ;
- модуль отображения в Р7-Офис ленты изменений, внесённых в документы, таблицы, презентации, проекты и CRM;
- корпоративный мессенджер с широким спектром функций видеоконференций (Р7-Команда)[6].

## Собственность
По состоянию на февраль 2024 года акционерами компании AO "R7" являются: Артур Петрович Акопян и Игорь Валерьевич Колпаков.

## Работа с документами онлайн
В состав платформы «Р7-Офис» входят веб-приложения для работы с офисными документами — текстами, таблицами и презентациями. Редакторы предназначены для одиночной и совместной работы, включая рецензирование, комментирование и возможность обсуждения работы над документом с помощью встроенного чата, версионность и возможность слияния нескольких версий, изменения в которых различаются.
Р7-Офис использует элемент Canvas для одинакового отображения документов в поддерживаемых браузерах и ОС.
Базовый для «Р7-Офис» формат документов — OOXML, это файлы с расширениями *.docx, *.xlsx, *.pptx. Поддерживается также работа с другими форматами файлов, такими как бинарные *.doc, *.xls и *.ppt, файлы стандарта Open Document (ODF), epub, mht, html, htm и др., при этом происходит конвертация документа в файл OOXML соответствующего типа.
Редакторы Р7-Офис поддерживают расширение функционала с помощью плагинов. Пользователь может подключить готовый плагин из соответствующей библиотеки, для разработчиков доступен открытый API. Редакторы Р7-Офис также могут быть интегрированы с другими веб-приложениями.

## Совместная работа
В составе сервера совместной работы «Р7-Офис» — набор инструментов, обеспечивающих такие возможности как хранение документов (модуль «Документы», управление проектами (модуль «Проекты»), CRM, веб-клиент и сервер электронной почты. Также доступны календарь, адресная книга, инструмент построения социальной сети для группы пользователей («Сообщество»), а также лента изменений. Модуль «Р7 — Команда» представляет собой мессенджер с возможностью голосовой и видеоконференцсвязи.
Модуль «Документы», содержит редакторы текстов, таблиц и презентаций с настройками уровня доступа , функциями работы с формами, пользовательским фильтром (для таблиц), контролем версий и ревизией документов. Поддерживается работа со сторонними облачными сервисами, такими как Яндекс.Диск, OwnCloud и многими другими. Помимо офисных файлов, модуль «Документы» поддерживает хранение и воспроизведение аудио и видеофайлов.
Модуль управления проектами предназначен для контроля исполнения задач на всех этапах реализации проекта. Также поддерживается учет рабочего времени, ведение отчетов, диаграмма Ганта и т. п.
Модуль управления взаимоотношениями с клиентами предлагает базовый CRM-функционал. Это база данных по клиентам и соответствующий инструментарий работы с ней: контакты, потенциальные сделки, задачи, история сотрудничества. CRM «Р7-Офис» поддерживает выставление счетов и формирование отчетов.
Почтовый модуль «Р7-Офис» позволяет создать почтовый сервер на собственном же домене, Доступен также агрегатор почты с веб-интерфейсом.
Календарь «Р7-Офис» — инструмент планирования событий, интегрированный с модулем управления проектами и CRM. Модуль даёт возможность отправлять и принимать приглашения, а также поддерживает интеграцию с внешними приложениями и экспорт в платформы Android и iOS.
Модуль «Сообщество» предназначен для построения внутрикорпоративной социальной сети. Функционал: блоги, голосования и опросы, новости и объявления, текстовый мессенджер и т. п.
Р7-Команда — инструмент для коммуникации между сотрудниками. Позволяет подключать к аудио- и видеозвонкам гостевых пользователей. Включает функции чатов, звонков, демонстрации экрана, отслеживания контактов и статусы пользователей, проведение конференций, поиск. Обладает встроенным механизмом записи звонков и конференций, а также возможностью интеграции со сторонними сервисами и внутренней телефонией по протоколу SIP.

## Десктопные приложения
Помимо веб-версии платформа Р7-Офис представлена также и в виде приложений для ПК, совместимые с 32 и 64-разрядными версиями Windows, начиная с Windows XP, GNU/Linux – как RPM-дистрибутивы, так и деривативы Debian, российские операционные системы Альт Linux, Astra Linux, Rosa Linux и РЕД ОС, а также Mac OS версии 10.10 и выше. Приложения «Р7-Офис» дают возможность работать с локальными документами в оффлайн-режиме, с возможностью восстановления онлайн-функций при подключении к Интернет.
Редакторы распространяются на платной основе, предназначены для использования в личных и коммерческих целях, а также для нужд госучреждений, образовательных и прочих организаций.

## История
- 2018 – Выход Р7-Офис на рынок.
- 2019 – Включение Р7-Офис.Сервер и Десктоп в единый реестр российских программ для ЭВМ и баз данных.
- 2020 – Запуск версии Р7-Офис 6.0 и обновленного модуля Р7-Команда.
- 2021 – Обновление до версий 6.1-6.4[6].
- 2022 – Обновление до версии 7.0-7.1. Стал победителем премии CNews Awards 2022[10].